# Kora Jackowska
Olga Aleksandra Ostrowska-Sipowicz (født 8. juni 1951, død 28. juli 2018), bedre kendt som Kora Jackowska var en polsk sangerinde, fløjtenist, sangskriver, skuespillerinde og forretningskvinde.
Der blev kendt som medlem af bandet Maanam (1976-2008). Fra 2008 optrådte Kora Jackowska som soloartist.
Hun var jurymedlem i musikprogrammer. Edna Modes polsk stemme i filmen De Utrolige (2004) og De Utrolige 2 (2018).

## Diskografi

### Album (med bandet Maanam)
- Maanam (1981)
- O! (1982)
- Night patrol (1983)
- Mental Cut (1984)
- Sie ściemnia (1989)
- Derwisz i róża (1991)
- Róża (1994)
- Łóżko (1996)
- Klucz (1998)
- Hotel Nirwana (2001)
- Znaki szczególne (2004)

### Album (solo)
- Bela Pupa (+ bandet Püdelsi) (1988)
- Ja pana w podróż zabiorę (1993)
- Kora Ola Ola! (2003)
- Metamorfozy (2008)
- Ping pong (2011)